# Abanto y Ciérvana-Abanto Zierbena
Abanto y Ciérvana-Abanto Zierbena és un municipi de Biscaia, a la comarca de Gran Bilbao.

## Curiositats
A les eleccions del 27 de maig de 2007 es presenta com candidata a regidor del PSE-EE la candidata a Miss Biscaia, candidata també a Miss Euskadi, Azucena Ordoñez.

## Personatges cèlebres
- Dolores Ibárruri (1895-1989): líder i dirigent del Partit Comunista d'Espanya.
- Juan José Crespo Galende (1953-1981): activista polític del PCE(r) i dels GRAPO, mort en vaga de fam.[1]
- Manuel Sarabia (1957): futbolista, entrenador i comentarista esportiu.
- Asier del Horno (1981): futbolista.